# Кузнецов, Максим Михайлович
Максим Михайлович Кузнецов (12 августа 1916 — 5 апреля 1999) — передовик советской строительной отрасли, Машинист экскаватора управления «Строймеханизация» Главархангельскстроя, гор. Архангельск, Герой Социалистического Труда (1966). 

## Биография
Родился в 1916 году в деревне Ширша Архангельской губернии. Русский. В 1930 году окончил обучение в школе и стал учеником слесаря-моториста судоремонтных мастерских посёлка Затон Северного речного пароходства.
Трудовой путь начал в 1935 году помощником, а затем трактористом на строительстве Архангельского целлюлозно-бумажном комбинате. Работая, вечерами учился на шофёра. В 1938 году стал работать шофёром, а затем автомехаником на заводе № 1 треста «Северолес».
Участник Великой Отечественной войны. Призван 23 июня 1941 года. Был механиком-водителем 147-го отдельного разведывательного батальона 88-й (23-й) гвардейской дивизии. Прошёл всю войну. Был контужен и ранен. Находясь на излечении в госпитале познакомился с будущей супругой Фаиной Ивановной. После восстановления был направлен на Карельский фронт личным водителем командующего фронтом генерал-полковника Валериана Фролова. В 1944 году командовать фронтом стал маршал Советского Союза Кирилл Мерецков, Кузнецов стал его водителем. Воевал в Заполярье, позже на Дальнем Востоке, в Порт-Артуре. Был награждён многими медалями.
В 1946 году вернулся в Архангельск. С 1946 по 1949 годы работал шофёром в Архангельском Доме офицеров. С сентября 1949 по октябрь 1950 года шофёром в тресте «Арктикстрой» на острове Шпицберген. Здесь и освоил профессию экскаваторщика. С ноября 1950 по март 1952 года вновь трудился шофёром в Доме офицеров.
В 1952—1953 годах участвовал в строительстве автодороги Архангельск-Вологда и аэропорта «Васьково». С сентября 1953 года экскаваторщик управления «Строймеханизация» Главархангельскстроя. Ему был доверен первый экскаватор городских строителей «Ковровец». Участвовал в подготовке фундамента для многих зданий Архангельска. Обучал профессии молодое поколение, передавал опыт и знания.
Указом Президиума Верховного Совета СССР от 11 августа 1966 года за выдающиеся успехи и достижения Максиму Михайловичу Кузнецову было присвоено звание Героя Социалистического Труда с вручением ордена Ленина и медали «Серп и Молот».
Член КПСС с 1968 года. Избирался депутатом Архангельского областного Совета депутатов трудящихся. Был членом Облисполкома.
После выхода на пенсию работал слесарем в ремонтной мастерской.
Жил в Архангельске. Умер 5 апреля 1999 года. Похоронен на Жаровихинском кладбище Архангельска.

## Награды
За трудовые успехи был удостоен:
- золотая звезда «Серп и Молот» (11.08.1966)
- орден Ленина (11.08.1966)
- Орден Отечественной войны II степени (11.03.1985)
- Орден "Знак Почёта" (1958)
- Медаль За боевые заслуги
- Медаль «Ветеран труда»
- другие медали.

- Почётный гражданин Архангельска (19.11.1974).

## Память
Мемориальная доска установлена в центра города Архангельска на стелле «Почётные граждане города Архангельска».